# Gyapotfa
A gyapotfa vagy más néven Mafumeira, illetve kapokfa (Ceiba pentandra) egy trópusi növény, a mályvavirágúak rendjéből és a mályvafélék családjából származik (korábban a majomkenyérfa-félék (Bombacaceae) családjába sorolták).

## Származása, elterjedése
Őshonos Mexikóban, Közép-Amerikában és a karibi térségben, Dél-Amerika északi részén, és különböző változatai, például a C. pentandra var. guineensis megtalálhatók Afrika nyugati részén. A sumaúma vagy samaúma (indián), máshol a kapok névvel a gyümölcsből kinyerhető rostos, gyapotszerű anyagot illetik. A Mafumeirát a maja mitológiában szent szimbólumnak tartják, és Puerto Rico hivatalos fája.
Hasonló gyapotszerű rostjai vannak az indiai Bombax ceibának (más néven Bombax malabaricum, illetve hernyóselyemfa). Ezt hívják indiai gyapotfának, és sötétebb színű, valamint törzse kevesebb támpillérszerű gyökérzettel rendelkezik, mint az eredeti.

## Megjelenése, felépítése
A gyapotfa (Mafumeira/kapokfa) 60-70 méter magasra is megnő, és a törzse nagyon nagy átmérőjű, akár a 3 méter szélességet is elérheti a támpillérekkel együtt. A törzset és a sok hatalmas támpillért nagy mennyiségű egyszerű, nagyon nagy és robusztus tüske borítja. Egyes példányok elérik akár a 90 m-es magasságot is, ezért a növényvilág egyik legnagyobb fái.
A levelek 5-9 levélből állnak, melyek mindegyike egyenként körülbelül 20 cm-es. Az idős fák magokat tartalmazó gyümölcsöt is hoznak, melyek magjait egy puha, sárgásfehér rostos vattaszerű, cellulóz és len keverék veszi körül.

## Felhasználása
A vattaszerű rost nagyon könnyű, rendkívül gyúlékony és vízálló, ezért lebegni tud a víz felszínén is. A rostok kinyerésének folyamata a gyümölcsből rendkívül munkaigényes és manuálisan történik. Nehéz szállá sodorni (cérnát vagy zsinórt készíteni belőle). Elsősorban a gyapotból készült pamut helyettesítésére használják, párnák, ágybetétek (korábban), plüssjátékok, pl. játékmackók megtöltésére, kárpitozáshoz és szigeteléshez. Korábban sokat használták mentőmellények és hasonló eszközök készítéséhez. Jelenleg ezt a vattaszerű sumaúmagyapjút vagy más néven kapokgyapjút a szintetikus anyagok váltották fel. A magokból olaj nyerhető, melyet szappan és műtrágya gyártásához használnak.
Az Amazonas folyó mentén a bennszülött indián törzsek ezt a rostot a fúvócső nyilainak körbetekeréséhez használták. A rostok tömítést hoztak létre a nyíl körül, amely lehetővé tette a nyomás kifejtését a fúvócsövön keresztül és a nyíl kilövését.
A délkelet-ázsiai országokban a gyapotfa (Mafumeira) gyümölcsének héja és a magvai nagyobbak, rendkívül gyúlékonyak, ezért energiahordozóként használják. Thaiföldön Tabán fai-nak nevezik.
A gyapotfát kereskedelmi célból termesztik Angolában, Ázsiában, elsősorban Jáva szigetén, a Fülöp-szigeteken, Malajziában, Indonéziában és Dél-Amerikában. A mézelő méhek számára a gyapotfa virágai jelentős nektár- és virágporforrásként szolgálnak.

### Egészségügyi alkalmazása
A gyapotfa kérgéből tea készíthető, melyet vizelethajtóként, afrodiziákumként használnak, fejfájás és 2-es típusú cukorbetegség kezelésére.
A kérgét adalékanyagként is használják hallucinogén Ayahuasca italok egyes változatainál.

### Gyapotfamag-olaj (Kapokmagolaj)
Növényi olaj préselhető a gyapotfa magjából (a kapokmagokból). Az olaja sárgás színű és kellemes, enyhe illatú és ízű, a gyapotmagolajra emlékeztet. A  levegő hatására gyorsan megavasodik. Indiában, Indonéziában és Malajziában termelnek kapokmagolajat. Jódtartalmának értéke 85-100; ez teszi lehetővé, hogy nem szárad be könnyen az olaj, azaz nem szárad ki jelentősen, amikor ki van téve a levegőre. A kapokolajat felhasznáhatják bioüzemanyagként és festékelőkészítésben.

## A gyapotfa (Mafumeira) Amazóniában
Bennszülött amazóniai indiánok „a fák anyjának” tartják, a belső csőrendszert tartalmazó támasztó gyökerei miatt sapopembasnak (azaz béka-pembasnak is nevezik, a pembas szó a kemény, rostos héj alatt található vízre utal (elsősorban a kókuszdió kemény héjára használják, mely alatt a kókuszvíz rejlik), mivel ezek a támasztógyökerek bizonyos időszakokban kifakadnak, megöntözve a teljes körülötte lévő területet és a növényi élet birodalmának köreit. Ez az úgynevezett „Életfa”, vagy „az Égboltba vezető létra”, az átmérőjének egy részét a szép és fenséges támasztó sapopembas (gyökerek) adják, gyakran alkotnak igazi fülkeszerű képződményeket, melyeket a bennszülött indiánok, meszticek (caboclos) és a marhatartók (sertanejos) szálláshellyé alakítanak át. Keresztülrepülve az Amazonas vidékén, mindenki, még az is, aki képről nem ismeri fel a fát, képes beazonosítani és megérezni az energiáját. Az amazóniai növényvilágban a magassága, a mérete és a szépsége emeli ezt a fát a végtelenségbe.

## Egyéb nevei
A São Tomé és Príncipe szigeteken „ocának”, azaz üregesnek nevezik, Bissau-Guineában „poilãónak”.

## Hasonló egyéb fák
A hernyóselyemfa (Ceiba speciosa, régebben: Chorisia speciosa) a mályvafélék (Malvaceae) családjában a majomkenyérfa-félék (Bombacoideae) egyik faja.